# Gymnophora prescherweberae
Gymnophora prescherweberae är en tvåvingeart som beskrevs av Ronald Henry Lambert Disney 1997. Gymnophora prescherweberae ingår i släktet Gymnophora och familjen puckelflugor. Inga underarter finns listade i Catalogue of Life.